# Karoline Bauer
Karoline Philippine Auguste Bauer (Heidelberg, 29 de março de 1807 – Kilchberg, 18 de outubro de 1877), cujo nome artístico era Lina Bauer, foi uma atriz alemã, do período Biedermeier.

## Biografia
Era filha de Heinrich Bauer e de sua esposa, Christiane Stockmar. Após a morte do pai, no campo de batalha, em 1814, a família mudou-se para Karlsruhe. A partir de 1822, Bauer atuou no teatro da corte de Karlsruhe, aceitando logo em seguida, em 1824, uma oferta para atuar no Königsstädtisches Theater de Berlim.
Era prima de  Christian Friedrich Freiherr von Stockmar, médico e secretário particular de Leopoldo de Saxe-Coburgo-Gota — mais tarde Leopoldo I da Bélgica — que a apresenta ao futuro rei. Este a pede em casamento pouco depois, e ela deixa o teatro. O contrato de casamento é firmado em uma cerimônia privada, em 1829. Pelo contrato, quase certamente sem valor legal, ela receberia o título de condessa de Montgomery. O casal se separa em 1831, quando Leopoldo assume o trono da Bélgica. No ano seguinte, Leopoldo casa-se com Luísa Maria d'Orléans.
Após a separação, Karoline volta a atuar no teatro de São Petersburgo. A partir de 1834, apresenta-se com sucesso em Viena, Budapeste, Leipzig e Hamburgo, atuando no teatro da corte em Dresden até 1844, quando se casa com o ativista lituano de origem polonesa Władysław Ewaryst Broel-Plater (1808-1889), "cujas promessas parecem ter sido não menos decepcionantes que as de Leopoldo", e abandona definitivamente o teatro.
Karoline Bauer morreu em 1877 de uma overdose de soníferos , na Villa Broelberg em Kilchberg, perto de Zurique na Suíça. Em 1885 suas memórias póstumas foram publicadas.